# Марксистка историография
Марксическата историография, също марксистка историография или както е била известна през периода 1944-1989 диалектико-историческа историография е приложението на марксистката теория на историческия материализъм в историографията. Основите на марксическата историография е определящото положение в хода на историческото развитие на социалната класа и икономическите условия.
Марксическата историография допринася към историята на работническата класа, потиснатите националности и методологията на историята отдолу. За неин основен недостатък бива смятан възгледът за историята като предопределена или диалектическа; същото може да бъде изразено и като баланс между субективните и обективните фактори при определянето на историческото развитие.
Като цяло марксическата историография е телеологична – тя постановява, че посоката на развитие на историята е към безкласово общество, което ще бъде нейният край. Писането на марксистка история обикновено бива възприемано като инструмент, целта на който е да пробуди самосъзнанието в потиснатите от историята, и да ги въоръжи с исторически тактики и стратегии: то е както исторически, така и освободителен проект.
Историци, които използват марксическата методология, но изразяват несъгласие с основното течение на марксизма, често описват себе си като марксистки историци. Методи от марксическата историография, като например класовият анализ, могат да бъдат използвани отделно от освободителните ѝ намерения.

## Трудове на Маркс и Енгелс
Най-важните трудове на Карл Маркс по социална и политическа история включват „Осемнайсетият брюмер на Луи Бонапарт“, „Комунистическият манифест“ и „Германската идеология“.
Най-важният труд на Фридрих Енгелс в областта на историята е Der deutsche Bauernkrieg („Войната на немските селяни“), който анализира обществените военни действия в ранна протестантска Германия като процес на появата на капиталистическата класа. Произведението е предетерминирано и наборът архивни източници, който използва, е скромен. То обаче демонстрира марксическия интерес към историята отдолу и класовия анализ, и се опитва да прави диалектически анализ.

## Марксическата историография в Съветския съюз
В Съветския съюз правителството изисква предетерминирано историческо писане, и като резултат историографията, включително марксическата, страда. Марксическите историци започват да избягват съвременната (след 1905 г.) история, когато е възможно, и да пишат за периодите преди нея. Тъй като историята бива смятана за политизирана научна дисциплина, историците ограничават креативността си, за да избегнат преследване.
По-известен труд е „Кратка история на ВКП (б)“, публикувана през 1930-те, и написана, за да обоснове вътрешнопартийния живот в КПСС под ръководството на Йосиф Сталин.

## Марксистката историография в Източна и Южна Азия
В Китай марксистките историографи твърдят, че системата за разпределение на земята става с течение на времето все по-несправедлива.
В Индия е влиятелна. Главните ѝ представители са Ирфан Хабиб и К. Н. Паниккар. Една от засягащите я теми е дебатът около историята на феодализма в Индия.

## Групата историци от Великобританската комунистическа партия
През 1946 г. във Великобританската комунистическа партия се образува кръг от историци, които имат общи интереси в „историята отдолу“ и класовата структура в ранното капиталистическо общество. Някои от членовете на групата (Кристофър Хил, Е. П. Томпсън) напускат ВКП след Унгарската революция през 1956 г., но продължават да се придържат в трудовете си към основни елементи от марксическата историография. Те поставят силно ударение върху субективната детерминираност на историята. Томпсън оспорва възгледите на Луи Алтюсер в известното си произведение „Мизерията на теорията“, твърдейки, че теорията на Алтусер предетерминира историята, и не оставя място за възможността за революция на потиснатите.
Томпсъновата „Създаването на английската работническа класа“ е един от трудовете, свързвани с тази група. Друг пример е „Бандити“ на Ерик Хобсбом.
С. Л. Р. Джеймс е също сред пионерите на подхода „историята отдолу“. През 1938 г., докато е във Великобритания и пише класическия си труд „Черните якобинци“, той е анти-Сталинов марксист, и по тази причина не членува във ВКП.

## Ефектът на марксическата историография
Анализът на социалните формации и разширяването на историята чрез отчитане на социалните аспекти може да бъде свързано с марксическата историография. Единствената ѝ истинска новост обаче е класовият анализ, който на свой ред спомага за развиването на пола и расата като други инструменти за анализ.